# Oceania lontana

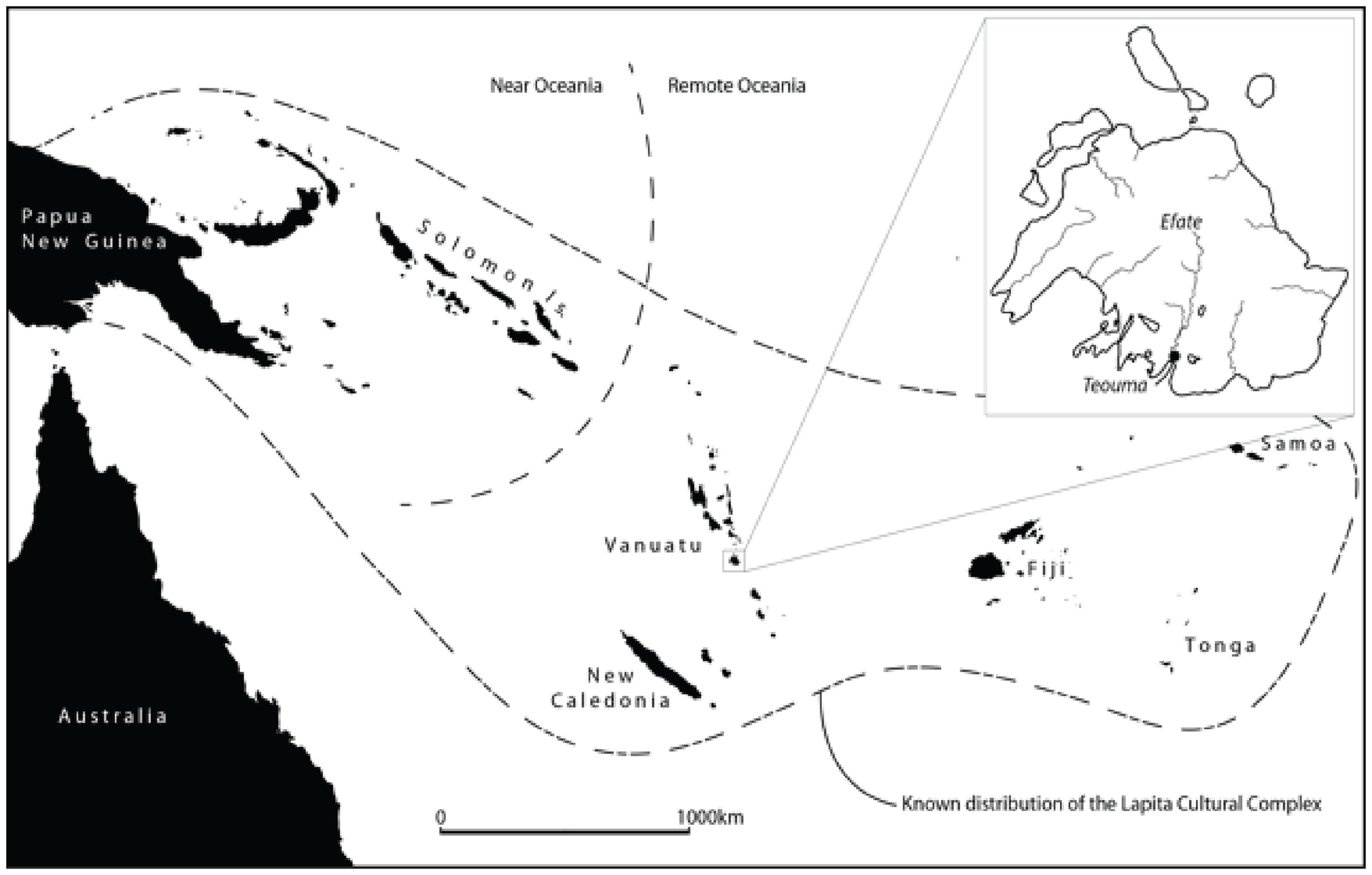
Mappa che evidenzia la distinzione tra Oceania vicina (Near Oceania) e Oceania lontana (Remote Oceania)

L'Oceania lontana, concetto geografico e scientifico usato da ricercatori a partire dal 1973, è una parte dell'Oceania che comprende la Micronesia, la Polinesia e la parte orientale della Melanesia Questa divisione è considerata come più pertinente di quella dell'Ottocento che si basa su errate considerazioni razziali.
Si contrappone all'Oceania vicina, che comprende l'Australia, la Nuova Zelanda, la Nuova Guinea, l'arcipelago di Bismarck e le Isole Salomone.